# Phaegorista euryanassa
Phaegorista euryanassa är en fjärilsart som beskrevs av Druce. Phaegorista euryanassa ingår i släktet Phaegorista och familjen nattflyn. Inga underarter finns listade i Catalogue of Life.